# Biokoviella mauriesi
Biokoviella mauriesi är en mångfotingart som beskrevs av Mrsic 1992. Biokoviella mauriesi ingår i släktet Biokoviella och familjen Biokoviellidae. Inga underarter finns listade i Catalogue of Life.